# 1951-es Formula–1 svájci nagydíj
Az 1951-es Formula–1-es világbajnokság szezonnyitó futama a svájci nagydíj volt. Kellemetlen, esős idő volt. Több kisebb-nagyobb baleset is ennek rovására írható, Louveau és Whitehead meg is sérültek. Az első sorból Fangio és Farina Alfa Romeója mellett Villoresi új 400 lóerős Ferrarija indult. Fangio rögtön az élre állt és csak egy hosszúra nyúló tankolás (31 másodperc) veszélyeztette győzelmét. Ezen a versenyen indult először Stirling Moss.

## Időmérő edzés

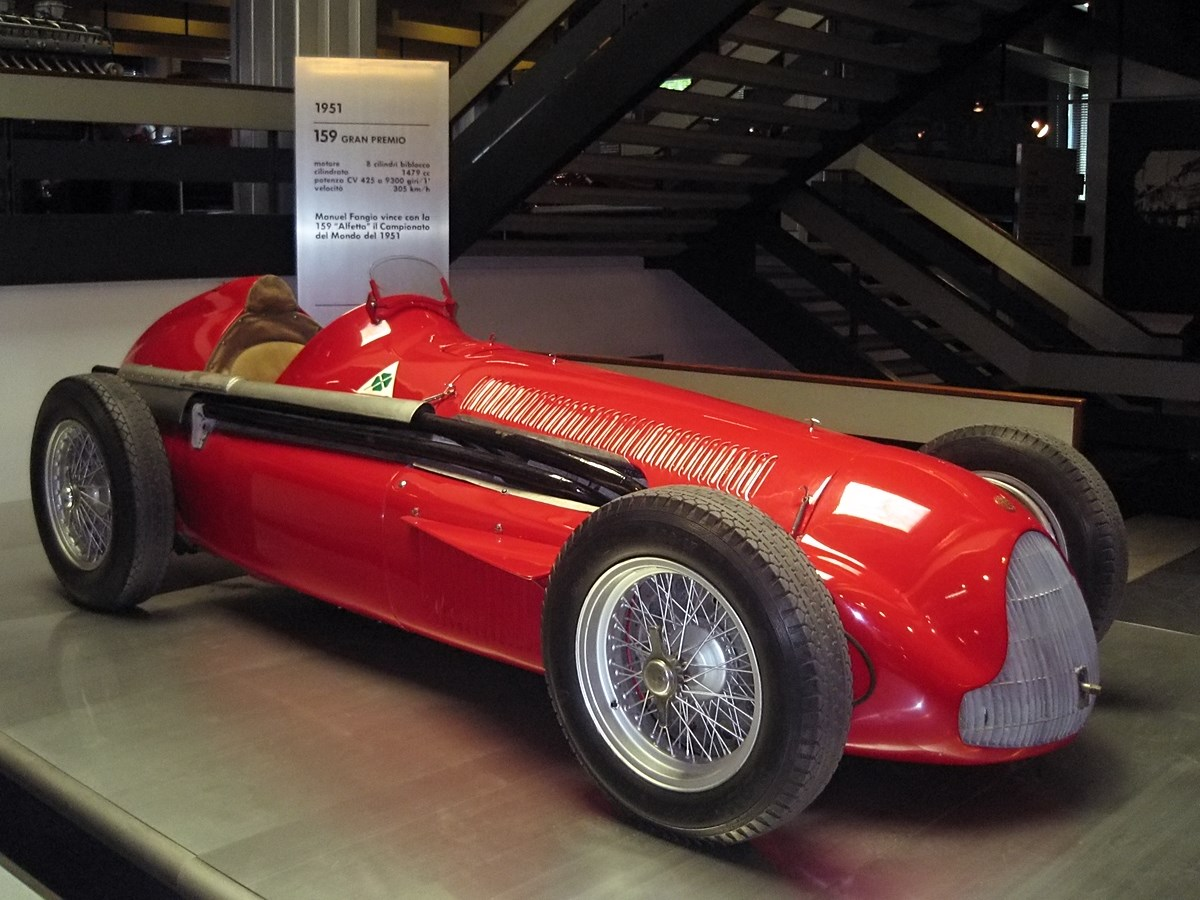
Alfa Romeo 159

| Poz. | Pilóta                                  | Idő      |
| ---- | --------------------------------------- | -------- |
| 1    | Juan Manuel Fangio (Alfa Romeo)         | 1:58.600 |
| 2    | Giuseppe Farina (Alfa Romeo)            | 1:58.800 |
| 3    | Luigi Villoresi (Ferrari)               | 2:00.200 |
| 4    | Consalvo Sanesi (Alfa Romeo 158)        | 2:00.400 |
| 5    | Emanuel De Graffenried (Alfa Romeo 158) | 2:04.000 |
| 6    | Piero Taruffi (Alfa Romeo)              | 2:05.200 |
| 7    | Alberto Ascari (Ferrari)                | 2:05.800 |
| 8    | Louis Rosier (Talbot-Lago)              | 2:08.600 |
| 9    | Peter Whitehead (Ferrari)               | 2:10.000 |
| 10   | Rudi Fischer (Ferrari)                  | 2:12.400 |
| 11   | Henri Louveau (Talbot-Lago)             | 2:13.200 |
| 12   | Philippe Étancelin (Talbot-Lago)        | 2:13.400 |
| 13   | José Froilán González (Talbot-Lago)     | 2:13.400 |
| 14   | Stirling Moss (HWM)                     | 2:13.800 |
| 15   | Yves Giraud-Cabantous (Talbot-Lago)     | 2:14.000 |
| 16   | Peter Hirt (Veritas)                    | 2:14.400 |
| 17   | Harry Schell (Maserati)                 | 2:14.400 |
| 18   | Johnny Claes (Talbot-Lago)              | 2:16.200 |
| 19   | Louis Chiron (Maserati)                 | 2:17.200 |
| 20   | George Abecassis (HWM)                  | 2:17.200 |
| 21   | Guy Mairesse (Talbot-Lago)              | 2:18.400 |

## Futam
Az esős verseny rajtja után Fangio megtartotta vezető helyét. Bár Farina a versenyt kiállás nélkül teljesítette, Fangio gyorsabbnak bizonyult, ledolgozta a kiállás során összeszedett hátrányát, és végül megnyerte a futamot. Farina végül a második helyről is lemondhatott, ugyanis a verseny végén Taruffi is megelőzte. A negyedik és ötödik helyen végzett Sanesi és de Graffenried már körhátránnyal értek célba. Villoresi a 12. körben egy baleset miatt feladta a futamot.

### A futam végeredménye
|    | No | Versenyző             | Csapat             | Körök | Idő/Kiesések              | Start | Pont |
| -- | -- | --------------------- | ------------------ | ----- | ------------------------- | ----- | ---- |
| 1  | 24 | Juan Manuel Fangio    | Alfa Romeo         | 42    | 2:07'53.64 (143,444 km/h) | 1     | 9    |
| 2  | 44 | Piero Taruffi         | Ferrari            | 42    | + 55,24                   | 6     | 6    |
| 3  | 22 | Nino Farina           | Alfa Romeo         | 42    | + 1'19,31                 | 2     | 4    |
| 4  | 28 | Consalvo Sanesi       | Alfa Romeo         | 41    | + 1 Kör                   | 4     | 3    |
| 5  | 26 | Toulo de Graffenried  | Alfa Romeo         | 40    | + 2 Kör                   | 5     | 2    |
| 6  | 20 | Alberto Ascari        | Ferrari            | 40    | + 2 Kör                   | 7     |      |
| 7  | 30 | Louis Chiron          | Maserati           | 40    | + 2 Kör                   | 19    |      |
| 8  | 14 | Stirling Moss         | HWM-Alta           | 40    | + 2 Kör                   | 14    |      |
| 9  | 8  | Louis Rosier          | Talbot-Lago-Talbot | 39    | + 3 Kör                   | 8     |      |
| 10 | 4  | Philippe Etancelin    | Talbot-Lago-Talbot | 39    | + 3 Kör                   | 12    |      |
| 11 | 38 | Rudi Fischer          | Ferrari            | 39    | + 3 Kör                   | 10    |      |
| 12 | 32 | Harry Schell          | Maserati           | 38    | + 4 Kör                   | 17    |      |
| 13 | 2  | Johnny Claes          | Talbot-Lago-Talbot | 35    | + 7 Kör                   | 18    |      |
| 14 | 40 | Guy Mairesse          | Talbot-Lago-Talbot | 31    | + 11 Kör                  | 21    |      |
| Ki | 16 | Peter Whitehead       | Ferrari            | 36    | Baleset                   | 9     |      |
| Ki | 10 | Henri Louveau         | Talbot-Lago-Talbot | 30    | Baleset                   | 11    |      |
| Ki | 12 | George Abecassis      | HWM-Alta           | 23    | Elektromágnes             | 20    |      |
| Ki | 6  | Yves Giraud-Cabantous | Talbot-Lago-Talbot | 14    | Gyújtás                   | 15    |      |
| Ki | 18 | Luigi Villoresi       | Ferrari            | 12    | Baleset                   | 3     |      |
| Ki | 42 | José Froilán González | Talbot-Lago-Talbot | 10    | Olajpumpa                 | 13    |      |
| Ki | 52 | Peter Hirt            | Veritas            | 0     | Üzemanyag rend.           | 16    |      |

## Statisztikák
Vezető helyen:
- Juan Manuel Fangio: 37 kör (1-23 / 29-42)
- Nino Farina: 5 kör (24-28)

Juan Manuel Fangio 5. (R) pole-pozíciója, 4. (R) leggyorsabb köre, (R) győzelme, 3. (R) mesterhármasa (143,444 km/h)
- Alfa Romeo 7. (R) győzelme

Stirling Moss, Rudi Fischer, George Abecassis és Peter Hirt első versenye.